# 海因茨·冯海登竞技场
HDI竞技场（德語：HDI-Arena）是一座位於德國下萨克森首府漢諾威的足球場，球場由1959年起成為的主場，可容納48,933人。 

## 歷史
HDI竞技场原名為下薩克森體育場，建於1954年，採用第二次世界大戰後漢諾威大量的建築瓦礫建造地基，當時容量達到86,000名觀眾。漢諾威96於2002年獲財務機構AWD冠名贊助五年，於2007年再續約五年至2012年6月。在2006年世界盃足球賽成為十二個比賽場館之一，比賽期間稱為「漢諾威世界盃球場」（Hanover World Cup Stadium），舉行四場分組初賽及一場次輪淘汰賽。

## 外部連結
- BBC世界盃球場：漢諾威 （页面存档备份，存于）